# Peñitas (Texas)
Peñitas es una ciudad ubicada en el condado de Hidalgo en el estado estadounidense de Texas. En el Censo de 2010 tenía una población de 4.403 habitantes y una densidad poblacional de 428,11 personas por km².

## Geografía
Peñitas se encuentra ubicada en las coordenadas 26°14′0″N 98°26′22″O / 26.23333, -98.43944. Según la Oficina del Censo de los Estados Unidos, Peñitas tiene una superficie total de 10.28 km², de la cual 10.28 km² corresponden a tierra firme y (0.08%) 0.01 km² es agua.

## Demografía
Según el censo de 2010, había 4.403 personas residiendo en Peñitas. La densidad de población era de 428,11 hab./km². De los 4.403 habitantes, Peñitas estaba compuesto por el 99.39% blancos, el 0% eran afroamericanos, el 0.07% eran amerindios, el 0.02% eran asiáticos, el 0% eran isleños del Pacífico, el 0.41% eran de otras razas y el 0.11% pertenecían a dos o más razas. Del total de la población el 98.18% eran hispanos o latinos de cualquier raza.

## Educación
El Distrito Escolar Independiente de La Joya gestiona escuelas públicas que sirven a la ciudad. Las escuelas son: la Escuela Primaria JFK, la Escuela Secundaria C. Chavez, y la Escuela Preparatoria La Joya.